# طارق بن تيمور
طارق بن تيمور بن فيصل بن تركي بن سعيد بن سلطان بن أحمد بن سعيد آل بو سعيد، (1920 - 1980) رئيس وزراء سلطنة عمان (1970-1972)، والأخ غير الشقيق للسلطان سعيد بن تيمور، وهو والد السلطان هيثم بن طارق آل سعيد.

## النشأة
ولد عام 1920 في مدينة إسطنبول. والده السلطان تيمور بن فيصل ووالدته السيدة كاملة اجرالي ( وهي تركية شركسية) طلقها السلطان تيمور بن فيصل ولكنها احتفظت بابنها طارق في تركيا فتربى في كنفها وتعلم التركية . وقد تزوجها السلطان تيمور بعد السيدة فاطمة بنت علي بن سالم بن ثويني والدة السلطان سعيد بن تيمور .

## حياته
درس السيد طارق بن تيمور في تركيا في عام 1932.
وبعد ذلك انتقلت والدته إلى ألمانيا في عام 1935 وذهب معها ودرس هناك وتعلم اللغة الألمانية، وأصبح يتكلم ثلاث لغات ( الإنجليزية والألمانية واللغة التركية بجانب العربية الأم).
كذلك درس في الهند بمنطقة مدراس، وتلقى هناك التعليم العسكري.
ويقال أنه في مقتبل عمره لم يكن يستطيع التحدث بالعربية بطلاقة من جراء معيشته في تركيا مع والدته، لذلك حصلت بعض الخلافات بينه وبين أخيه السلطان سعيد بن تيمور بشأن توليه بعض المناصب في مسقط.
في بدايات عام 1940 رجع طارق بن تيمور إلى مسقط واستقر بها، وزار عددًا من الولايات في عمان لتقوية علاقاته بالقبائل.
ويقال بأنه بعد ذلك تزوج بابنة أحد أعضاء الاسرة الحاكمة من الرستاق ( بالتالي يكون أولاده الحالين أمهم عمانية).

## أسرته
متزوج من ثلاث زوجات إحداهن شوانة بنت حمود البوسعيدية.
لديه الأولاد التالية أسماؤهم بالترتيب:
1. طلال بن طارق
2. أمل بنت طارق
3. كاملة بنت طارق
4. قيس بن طارق (متوفى)
5. أسعد بن طارق (النائب الثاني لرئيس مجلس الوزراء)
6. هيثم بن طارق السلطان الحالي
7. شهاب بن طارق. نائب رئيس مجلس الوزراء
8. أدهم بن طارق
9. فارس بن طارق (متوفى)

## خلافاته مع أخيه سعيد بن تيمور
كان السلطان سعيد بن تيمور يتحفظ كثيرا على تولية أخيه منصبا في الحكومة العمانية نظرا لأسلوبه الأوروبي البحت ( في ثورة الإمام غالب تغيرت أفكاره إلى الدينية هذا ما تؤكده الوثائق) وكذلك أيضا لضعف لغته العربية التي ينطقها بصعوبة.
عندما كان في الهند، رأى السلطان سعيد أخاه طارق كثير الإسراف والتبذير بأمواله مما دعاه إلى تأنيبه كثيرا، وهذا ناتج من اختلاطه بالأوروبيين الذين يسمون أنفسهم نبلاء.

## مناصبه

### رئاسة بلدية مسقط
في بدايات عام 1945 تسلم طارق منصب رئيس بلدية مسقط ومطرح وكان صارما في قوانينه، حتى أن بعض الوثائق البريطانية أكدت أن طارق هو أول من فرض ضريبة على من يرمي الأوساخ في الطرق، حيث أنه رأى رجلا من الجالية الهندية يتبول في الطريق، فقبض عليه وعزره وأمره بدفع 25 روبية جراء ذلك.
وكان هو أول من بنى الحمامات في مسقط بالرغم من المعارضة الشديدة التي لاقاها، ولكن في نهاية المطاف اكتشفوا بعد نظرته الثاقبة في الحفاظ على نظافة مسقط ومطرح.
في ظل رئاسته لبلدية مسقط ومطرح كان والي مطرح هو إسماعيل بن خليل الرصاصي من أصل فلسطيني (يوجد محل كبير للعطور في مطرح تابع له ولأحفاده الآن) وهو الوالي الذي صار بينه وبين الشيخ سيف بن حمد الأغبري رئيس القضاة في زمن سعيد بن تيمور خلاف، وذلك أن الشيخ الأغبري رفض أن يعمل تحت امرة هذا الوالي من أصل فلسطيني.

### انفصاله عن أخيه
في عام 1965 حدثت بعض الخلافات بين السلطان سعيد بن تيمور وأخيه طارق بشأن الحكم، وذلك أن السلطان سعيد استمرت سياسته في الحكم على إبقاء عمان متخلفة عن الدول الأخرى التي تطورت واستفادت من خبرات الآخرين، ماجعله ينفصل عنه ولم يرجع إليه في شيء. ويذكر أنه قاد انقلاباً لم ينجح ضد أخيه سعيد في ظفار.

### رئاسة الوزراء
عندما تسلم مقاليد الحكم السلطان قابوس بن سعيد تولى طارق رئاسة الوزراء من عام 1970 إلى 1972. وكانت فترة ولايته قصيرة بسبب بعض الخلاف مع البريطانيين الذي وشوا بطارق إلى السلطان قابوس وحاكوا له الدسائس حتى يسقطونه عن منصبه حتى اعتزل رئاسة الوزراء. وتقلدها السلطان قابوس بنفسه منذ ذلك الحين.